# Kit Car

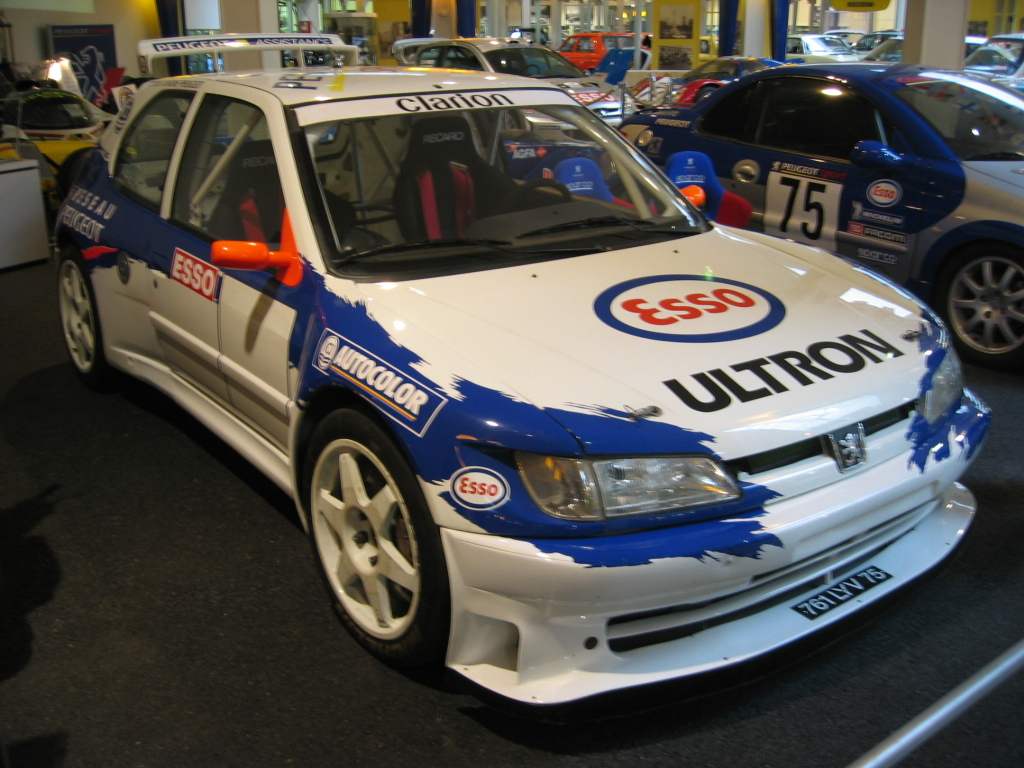
Peugeot 306 Maxi Kit Car.

Los Kit Car se refiere a una serie de regulaciones para vehículos derivados de la producción en serie para su adaptación en competiciones deportivas. Son regulados por la FIA.

## Características

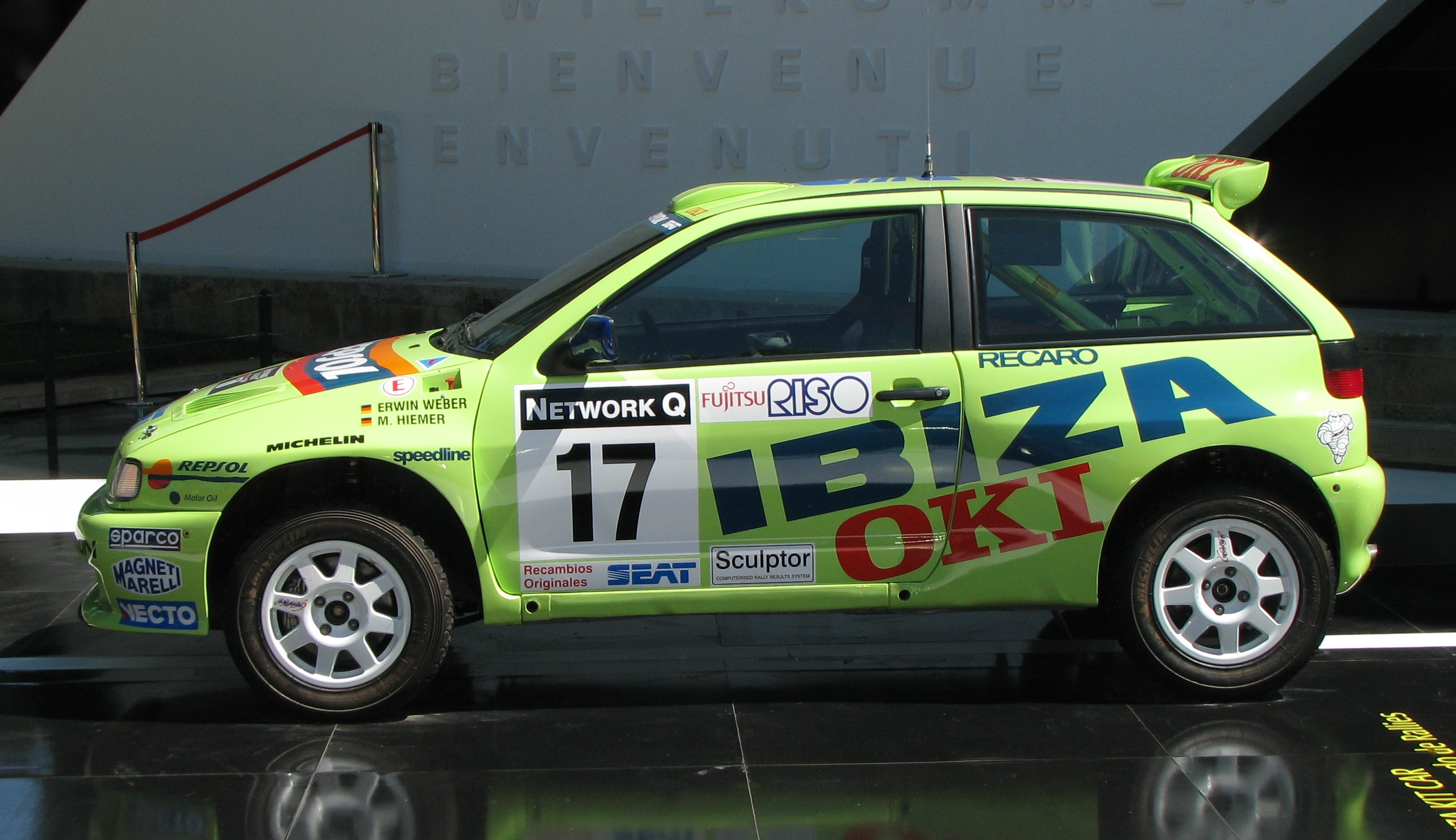
Seat Ibiza Kit Car.

Los vehículos Kit Car son una evolución de los Grupo A. Estos modelos tienen un motor de 2 litros 16V atmosférico (a diferencia de los sobrealimentados de los World Rally Car) con una potencia estimada de unos 280 cv que originalmente contaban con admisión libre pero tras las limitaciones de la FIA fueron limitados en la admisión viéndose catalizados. Son vehículos de tracción delantera con cajas secuenciales. Al principio tenían un peso mínimo de 960 kg. pero tras ver el nivel de prestaciones adquirido por estos vehículos, los cuales superaban sin problemas a los WRC en asfalto seco, la FIA les regaló un lastre adicional de 40 kg. situando así su peso mínimo en 1.000 kg. una cifra que si bien no era determinante si influía de manera negativa en el vehículo. 
Otra de las limitaciones de los Kit Car fue la prohibición de utilizar diferenciales activos como en los WRC restándoles así prestaciones en relación con los World Rally Car. La FIA estableció estas limitaciones a con el fin de restarles prestaciones en el asfalto para evitar que estos vehículos, inferiores notablemente en coste a los World Rally Car pudieran ganar a éstos en las pruebas del mundial. 
Una de las características más propias de estos vehículos es su espectacular ensanchamiento de vías siendo este un factor determinante para conseguir sus elevadas prestaciones en el asfalto. El futuro de estos espectaculares vehículos es su paulatina desaparición, anteriormente disputaban el título mundial de dos ruedas motrices, pero la pérdida de prestigio de este campeonato así como la aparición de la categoría Super 1600 supuso a que estos vehículos se vieran relegadas a los campeonatos nacionales viendo incluso en algunos de estos campeonatos la imposibilidad de poder participar. En España a partir del año 2003 los Kit Car no podrán tomar parte en el campeonato nacional de rallyes de asfalto debido a la limitación exclusiva a los Super 1600.

## Vehículos Kit Car

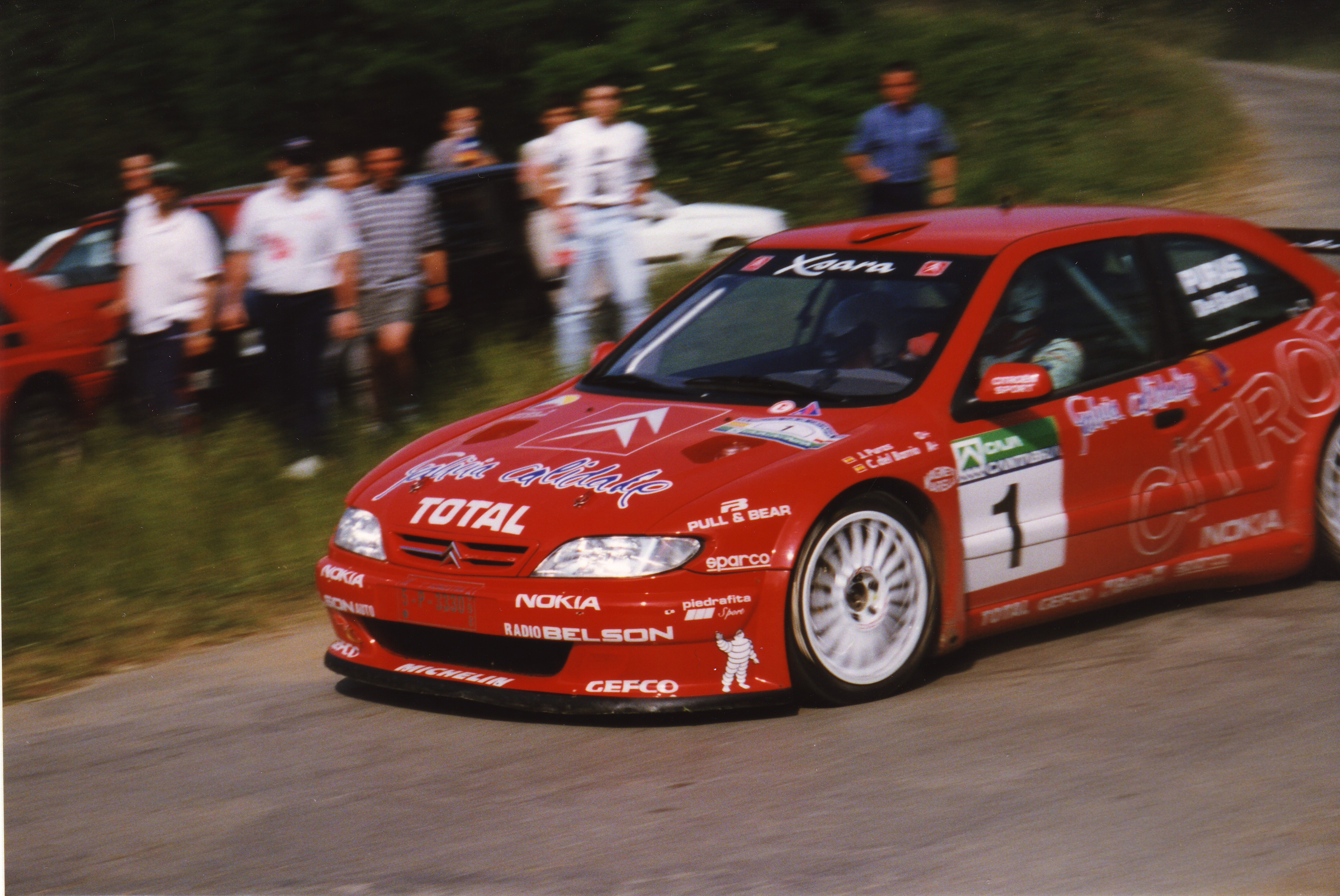
Citroën Xsara Kit Car pilotado por Jesús Puras en el Rallye Cantabria 1998.

Dentro de los Kit Car encontramos vehículos tan rápidos como el Citroën Xsara Kit Car, vehículo que incluso ha llegado a ganar pruebas del mundial por delante de los World Rally Car como en el Rally de Córcega y el Rally de Cataluña.
- Peugeot 306 Maxi Kit Car
- Peugeot 106 Maxi Kit Car
- Opel/Vauxhall Astra Kit Car
- Opel Corsa Kit Car
- Renault Maxi Mégane
- Volkswagen Golf Kit Car
- Seat Ibiza Kit Car
- Ford Escort Maxi Kit Car
- Hyundai Coupe Kit Car
- Nissan Almera kit car
- Nissan Micra kit car
- Nissan Sunny GTI
- Renault Clio Maxi Kit Car
- Citroën Saxo kit car
- Citroën Xsara Kit Car
- Citroën ZX Kit Car
- Skoda Felicia kit car
- Skoda Octavia kit car